# Syzranskij rajon
Il Syzranskij rajon (in russo Сызранский район?) è un rajon dell'Oblast' di Samara, nella Russia europea. Istituito nel 1935, il suo capoluogo è Syzran'.